# Eyes That See in the Dark
| Оценки критиков | Оценки критиков |
| Источник        | Оценка          |
| --------------- | --------------- |
| Allmusic        | [ 1 ]           |

Eyes That See in the Dark — пятнадцатый студийный альбом американского кантри-певца Кенни Роджерса, вышедший в 1983 году на лейбле RCA Victor. Авторами песен стали братья Гибб из группы Bee Gees (Барри, Робин и Морис Гибб), а продюсером выступила их команда Gibb-Galuten-Richardson. Диск возглавил кантри-чарт США и был на 6-м месте в основном хит-параде Billboard 200; получил платиновую сертификацию в Новой Зеландии и США.

## Об альбоме
Альбом получил положительные отзывы музыкальных критиков и интернет-изданий.

## Список композиций
- Все треки написаны братьями Гибб из группы Bee Gees (Барри, Робин и Морис Гибб), кроме указанных ниже.

| №  | Название                                      | Автор(ы)                  | Длительность |
| -- | --------------------------------------------- | ------------------------- | ------------ |
| 1. | «This Woman»                                  | Барри Гибб, Albhy Galuten | 3:58         |
| 2. | «You and I»                                   |                           | 4:37         |
| 3. | «Buried Treasure»                             |                           | 4:12         |
| 4. | «Islands in the Stream» (дуэт с Долли Партон) |                           | 4:10         |
| 5. | «Living with You»                             |                           | 3:10         |

| №   | Название                    | Автор(ы)                  | Длительность |
| --- | --------------------------- | ------------------------- | ------------ |
| 6.  | «Evening Star»              | Барри Гибб, Морис Гибб    | 3:40         |
| 7.  | «Hold Me»                   |                           | 4:15         |
| 8.  | «Midsummer Nights»          | Барри Гибб, Albhy Galuten | 3:50         |
| 9.  | «I Will Always Love You»    | Барри Гибб, Морис Гибб    | 4:22         |
| 10. | «Eyes That See in the Dark» | Барри Гибб, Морис Гибб    | 3:42         |

## Позиции в чартах
| Чарт (1983)                        | Высшая позиция |
| ---------------------------------- | -------------- |
| США (Billboard 200)                | 6              |
| США (Billboard Top Country Albums) | 1              |
| Австралия (Kent Music Report)      | 6              |
| Канада (RPM Top Albums)            | 5              |
| Великобритания (UK Albums Chart)   | 53             |

## Сертификации
| Регион                                                      | Сертификация  | Продажи    |
| ----------------------------------------------------------- | ------------- | ---------- |
| Новая Зеландия (RMNZ)                                       | Платиновый    | 15 000^    |
| США (RIAA)                                                  | 2× Платиновый | 2 000 000^ |
| ^ Данные о тиражах приведены только на основе сертификации. |               |            |